# 長谷川由美 (モデル)
長谷川 由美（はせがわ ゆみ、1961年? - ）は、日本の元女性モデルである。1981年（昭和56年）の 『クラリオンガール』（7代目）として知られる。
共立女子短期大学在学中にスカウトされ、モデルとなった。1980年代半ばまでファッション雑誌 『JJ （ジェイジェイ）』の専属モデルも務めた。短大では家政科に在籍し、スキー部で活動していた。